# Lorne Loomer
Lorne Loomer (anglès: Lorne Kenneth Loomer)  (Victoria, 11 de març de 1937 - Victoria, 1 de gener de 2017) fou un remer canadenc que va competir durant la dècada de 1950.
El 1956 va prendre part en els Jocs Olímpics d'Estiu de Melbourne, on guanyà la medalla d'or en la prova del quatre sense timoner del programa de rem. Formà equip amb Archibald McKinnon, Walter D'Hondt i Donald Arnold. Quatre anys més tard, als Jocs de Roma, quedà eliminat en sèries en la prova del dos sense timoner del programa de rem. En el seu palmarès també destaca una medalla d'or als Jocs de la Commonwealth de 1958.
Entre d'altres, ha estat inclòs al Canadian Olympic Hall of Fame i el British Columbia Sports Hall of Fame.